# Муминова, Розияхон
Розияхон Муминова (узб. Розияхон Мўминова, кирг. Момунова Разияхан; 1918 — 1988) — артистка Ошского Государственного академического узбекского музыкально-драматического театра имени Бобура, народная артистка Кыргызстана, внесла большой вклад в развитие культуры и танцевального искусства Кыргызстана. Была избрана депутатом Ошского областного и городского советов.

## Биография
Родилась 16 февраля 1918 года в городе Ош, по нации узбечка.
С юных лет занималась художественной самодеятельностью. Молодую, талантливую танцовщицу в 14 лет (начала трудовую деятельность в 1932 году) зачисляют артисткой Ошского узбекского музыкального театра.
Более полувека она проработала в театре, где подготовила более 100 танцев. Высокую оценку общественности получили: «Андижанская полька», «Муножот», «Тановар», «Таджикский танец», «Дилбар», «Занг», «Феруза», «Данача», «Кыргыз бийи», «Кыздарай», «Айчурок», индийские, арабские, татарские и уйгурские танцы. «Андижанская полька» вошла в золотой фонд танцевального искусства. В 40-70 годах она сыграла очень много ролей, как ведущая актриса, такие как: «Рустам» Киммат, «Буран» Кумушай, «Бай и батрак» Жамила, «Смерть оккупантам» Оксана. В 1939 году на декаде кыргызского искусства и литературы в городе Москва она участвовала своими танцами как «Ганжи», «Гул». За вклад в развитие театрального искусства в 1939 году ей одной из первых было присвоено звание Заслуженной артистки Киргизской ССР, она была удостоена ордена Трудового Красного знамени. В 1940 году творческий коллектив гастролировал в городе Фрунзе, где известная танцовщица показала своё мастерство, в этом же году ей было присвоено почётное звание Народной артистки Киргизской ССР. Свой богатый опыт в танцевальном искусстве она передавала молодым артистам.
С 1982 года работала главным балетмейстером театра. Талантливая артистка была награждена двумя орденами «Знак почёта», медалями, почётными грамотами Верховного Совета Киргизии, нагрудными знаками. Р. Муминова принимала активное участие в общественной жизни республики, несколько раз была избрана депутатом Ошского областного и городского Советов.
Умерла 16 сентября 1988 года в городе Ош. Одна из центральных улиц города Ош названа её именем.

## Театральные работы
- «Рустам» — Киммат
- «Буран» — Кумушай
- «Бай и батрак» — Жамила
- «Смерть оккупантам» — Оксана

### Танцевальные работы
«Андижанская полька», «Муножот», «Тановар», «Таджикский танец», «Дилбар», «Занг», «Феруза», «Данача», «Кыргыз бийи», «Кыздарай», «Айчурок», «Ганжи», «Гул» и другие.

## Награды
- Народная артистка Киргизской ССР (1940)
- Орден Трудового Красного Знамени
- Орден «Знак Почёта» (7 июня 1939) — за выдающиеся заслуги в деле развития киргизского театрального искусства
- Орден «Знак Почёта»
- Почётная грамота Президиума Верховного Совета Киргизской ССР
- Почётная грамота Министерства культуры Киргизской ССР